# Buffalo Bill (film)
Buffalo Bill è un film del 1944 diretto da William A. Wellman.

## Trama
Un racconto romanzato della vita di William Frederick Cody detto "Buffalo Bill", cacciatore e scout dell'esercito americano che salva un senatore degli Stati Uniti e la sua bellissima figlia, Louisa Frederici, che alla fine diventa la sua devota moglie. Cody è ritratto come qualcuno che ammira e rispetta gli indiani. È un buon amico di Mano Gialla, che alla fine diventerà capo dei Cheyenne. L'opinione pubblica è contraria agli indiani, e i capi militari, i politici e gli uomini d'affari sono pronti a prendere le loro terre e a distruggere i loro territori di caccia per il proprio profitto. Cody alla fine è costretto a combattere i Cheyenne per loro conto. Incontra uno scrittore, Ned Buntline, i cui racconti delle gesta di Cody lo rendono famoso negli Stati Uniti orientali e in Europa. Stabilisce uno spettacolo del selvaggio west, che diventa un successo internazionale. La sua carriera di attore è minacciata quando prende posizione contro i maltrattamenti della popolazione dei nativi americani.

## Produzione

### Luoghi delle riprese
Il film è stato girato tra Utah, (Kanab, Paria, il Johnson Canyon e Parco nazionale di Zion), Arizona (House Rock Canyon) e Montana (Riserva indiana dei Crow).